# Biserica Sfântul Ierarh Nicolae din Voivodenii Mici

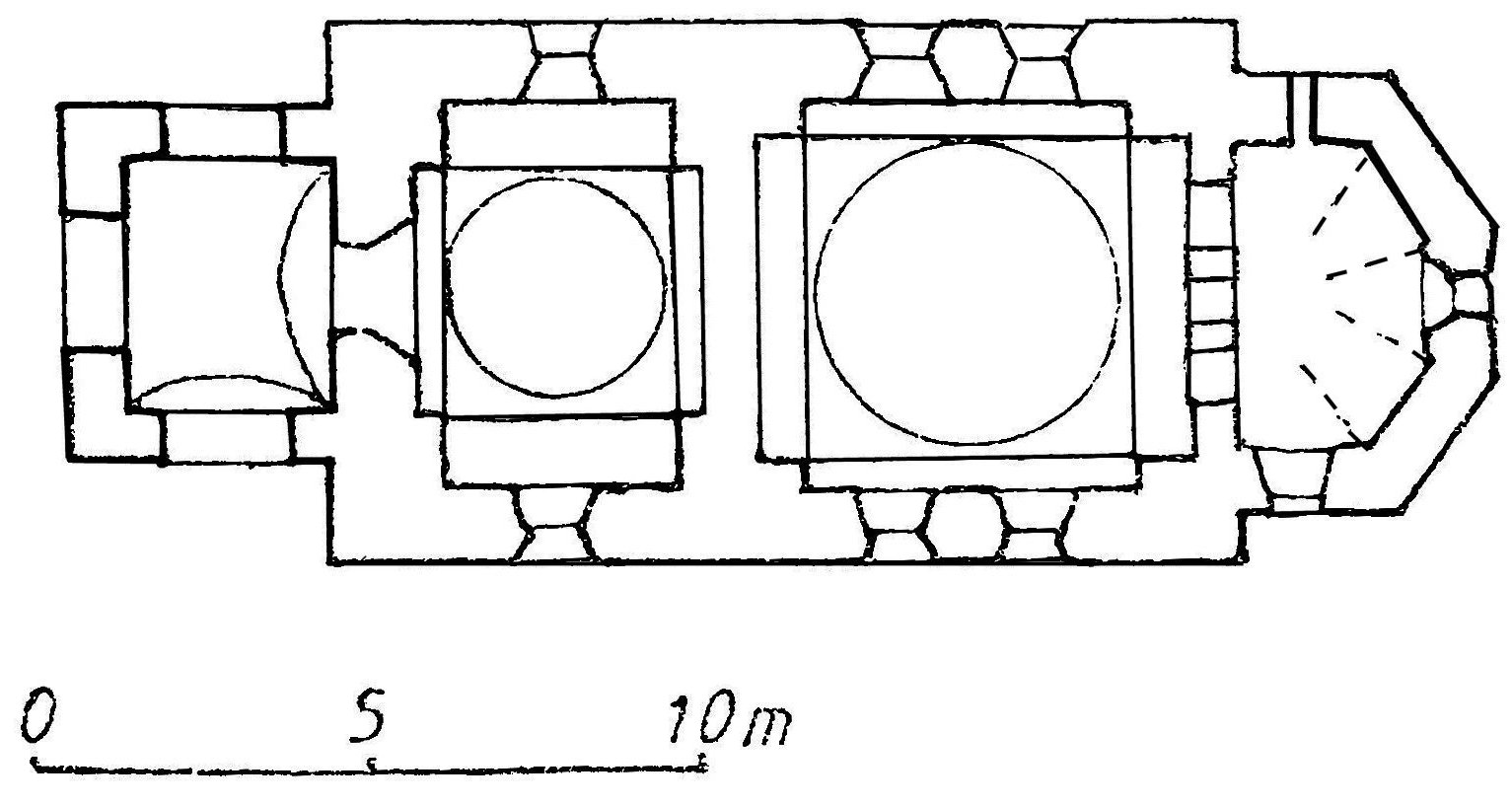
Planul bisericii din Voivodenii Mici

Biserica „Sfântul Ierarh Nicolae” din Voivodenii Mici, comuna Voila, județul Brașov, a fost construită în anul 1809. Biserica se află în lista monumentelor istorice sub codul LMI: cod LMI BV-II-a-A-11848. 

## Istoric și trăsături
Biserica a fost zidită la 1809, după cum arată literele și cifrele de pe peretele din afară, lângă altar: „M(oise) S(telea) A(nno) 1809”. Zugrăvitul s-a făcut în decurs de cel puțin doi ani. O inscripție pe partea de sud a catapetesmei arată numele celor ce au cheltuit cu zugrăvitul fruntariului: „Acestu sfântu fruntar sau zugrăvitu cu cheltuiala Dumnealui Dumitru Ram(ba) birău [și] D(o)mni(i)s(a) Ana, Maria, Anu 1820”. O altă inscripție, deasupra ușii bisericii, acum în podișorul copiilor, consemnează următoarele: „Cu ajutorul lui Dumnezeu sau zugrăvit această sfântă biserică prin toată osteneala și cheltuiala satului fiind paroh Moisi Stelea și birău Dumitru Stelea, smeriți zugravi Nicolae și Gheorghie Grec de la Sasauj. 1821”
Turnul, al cărui acoperiș de tablă a fost făcut inițial la 1868, are un etaj; restul bisericii e acoperit cu țiglă. Lungimea pronaosului e de 4,70 m, a naosului de 6,85 m, lățimea amândurora de 6 m. Absida altarului are lungimea 3,20 m, lățimea 4,20 m. Deasupra pronaosului și a naosului sunt cupole, care se reazemă indirect pe arcuri. Între arcuri și cupola propriu-zisă e câte un tambur; cel de deasupra naosului e ceva mai lat decât cel de deasupra pronaosului. Înălțimea bolții naosului ajunge la 7 m de la paviment. Absida altarului are 5 laturi. Bolta altarului e semicilindrică între catapeteasmă și latura de la est, pe această boltă se reazemă alte două, aduse de pe celelalte laturi. 

## Programul iconografic
Pe cupola din pronaos, Maica Domnului „Miluitoare”, între cete îngerești. Pe pandantivii de aici au fost reprezentați evangheliștii, fără simboluri. Pe restul pereților apar scene fără calități picturale deosebite. La naos, pe pandantivi, precum și în continuare, pe pereți se află șirul Duminecilor după Paști. Pe pereții de nord și de sud, în panourile deasupra stranelor, între arhangheli, se găsesc sfinții Mucenici Gheorghe și Dimitrie, pe tronuri, încoronați de câte doi îngeri cu cununi și flori albe. Tamburul de sub cupolă e decorat cu o friză ce cuprinde Patimile Mântuitorului. Soldații din aceste scene sunt echipați foarte disparat, având când un fel de bonetă pe cap, când coif grecesc, un soldat are chiar uniformă albă, strânsă pe corp. Deasupra tamburului, baza cupolei e cuprinsă de sfinți în colonadă. Iar mai sus, cete-cete, locuitorii raiului: îngeri, prooroci, apostoli.

## Imagini din exterior

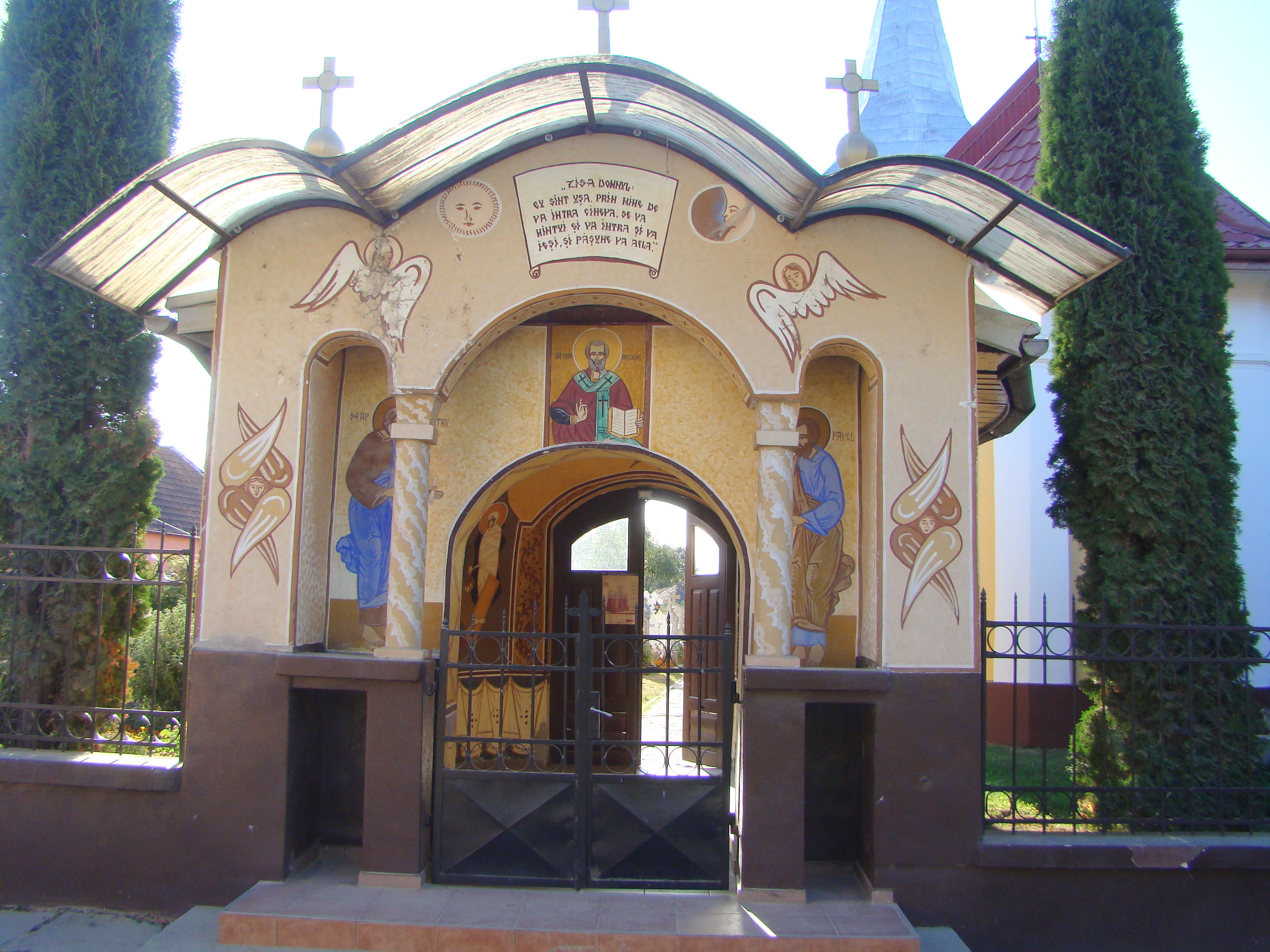
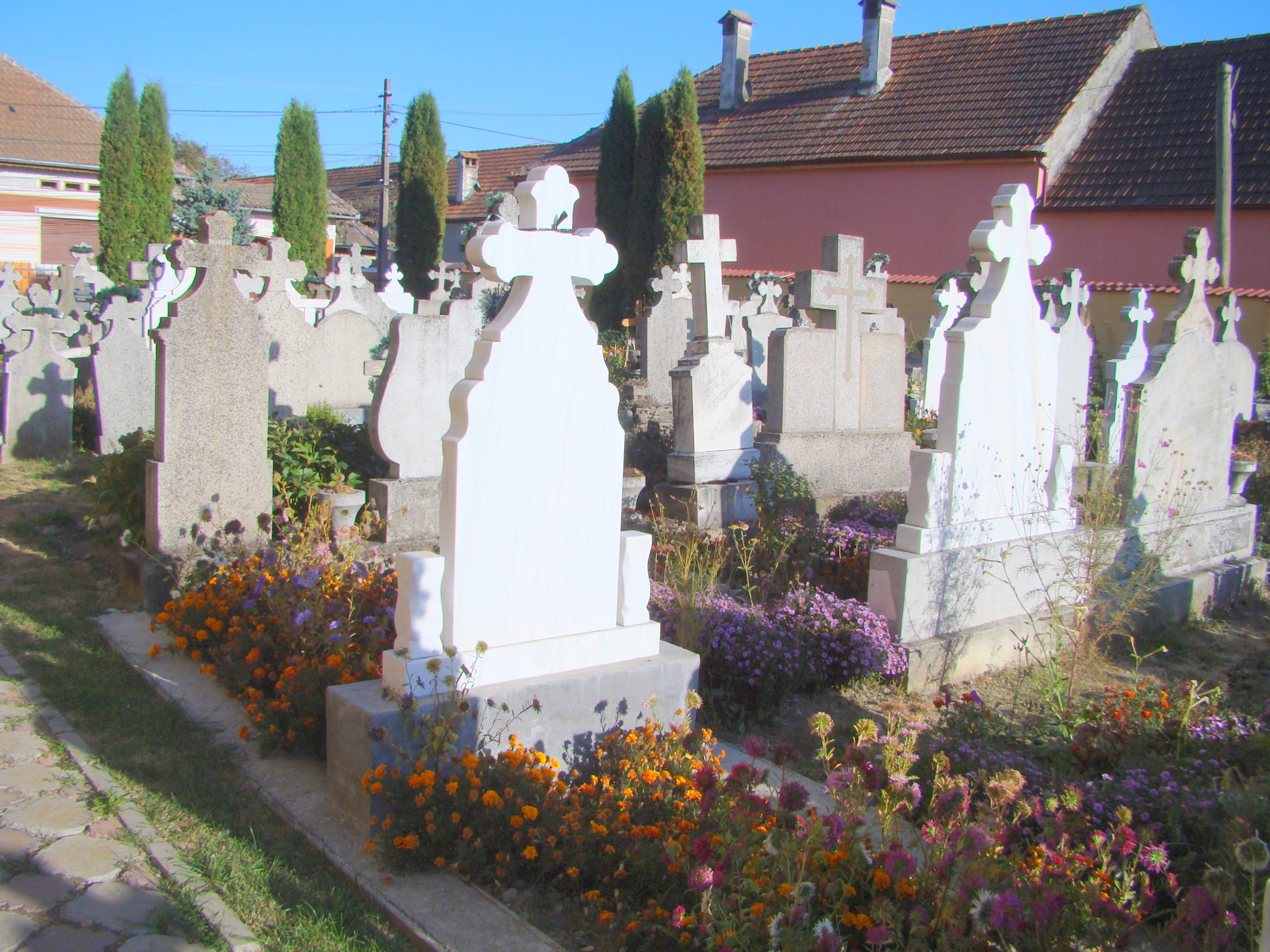
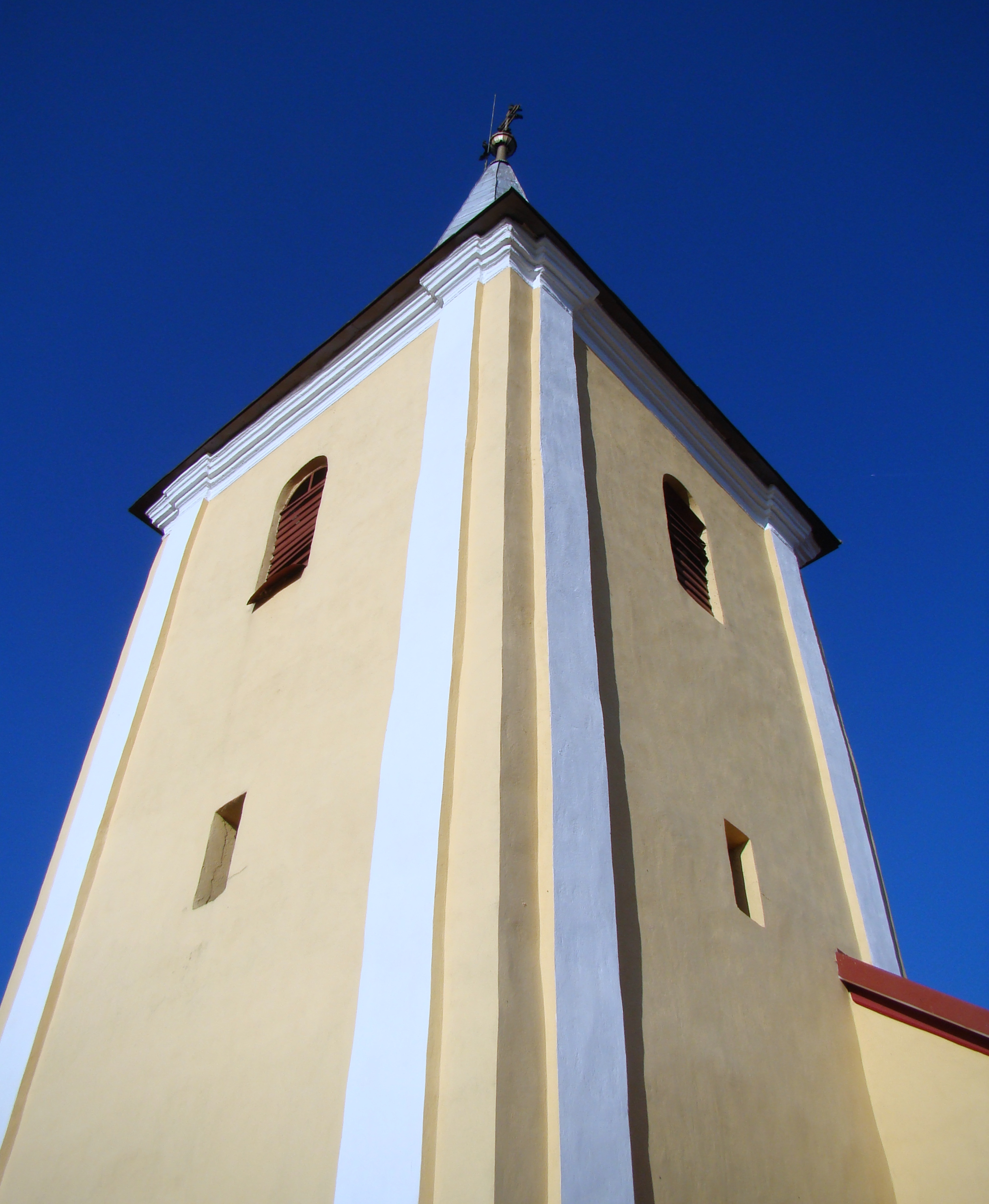
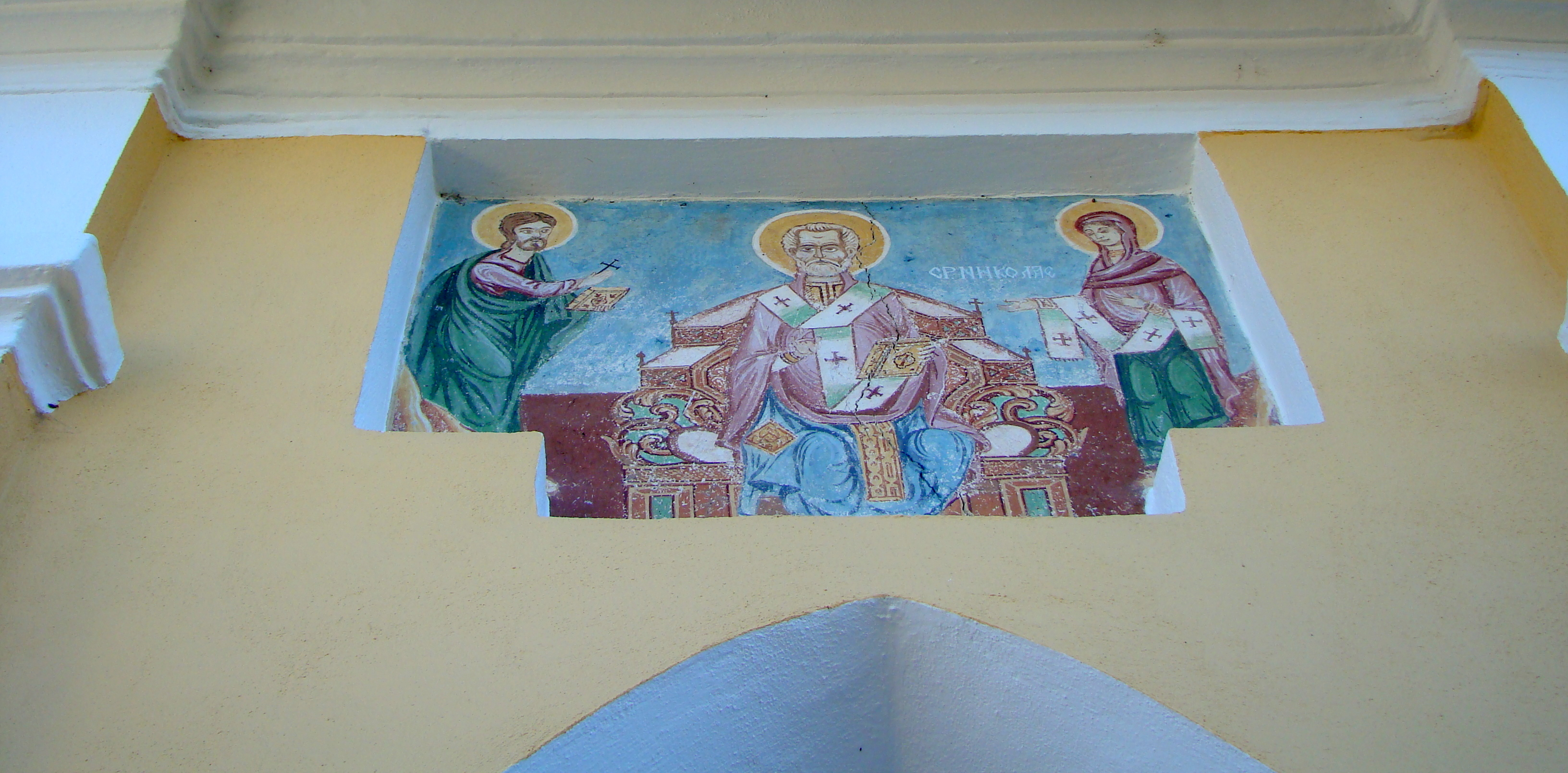
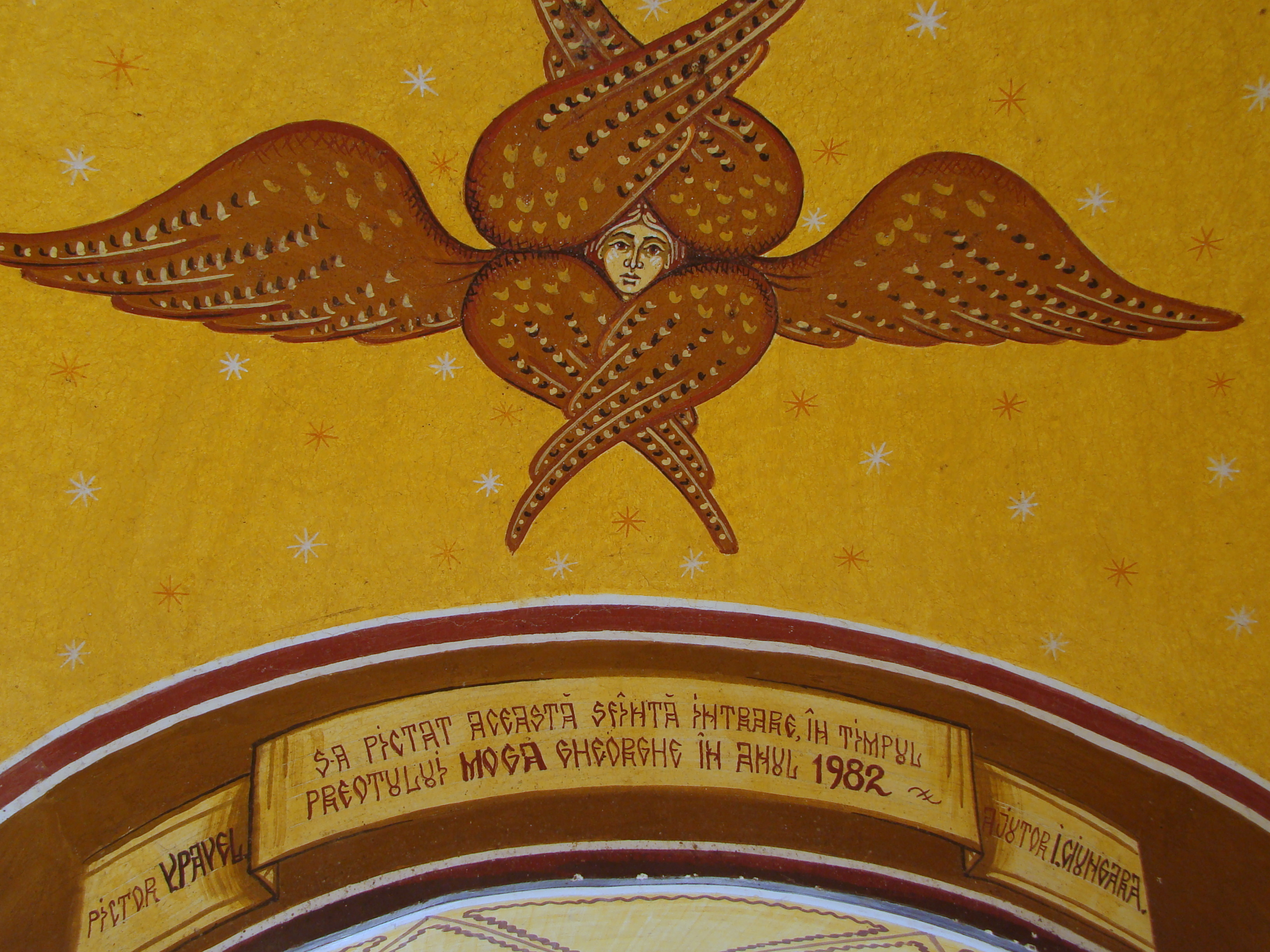
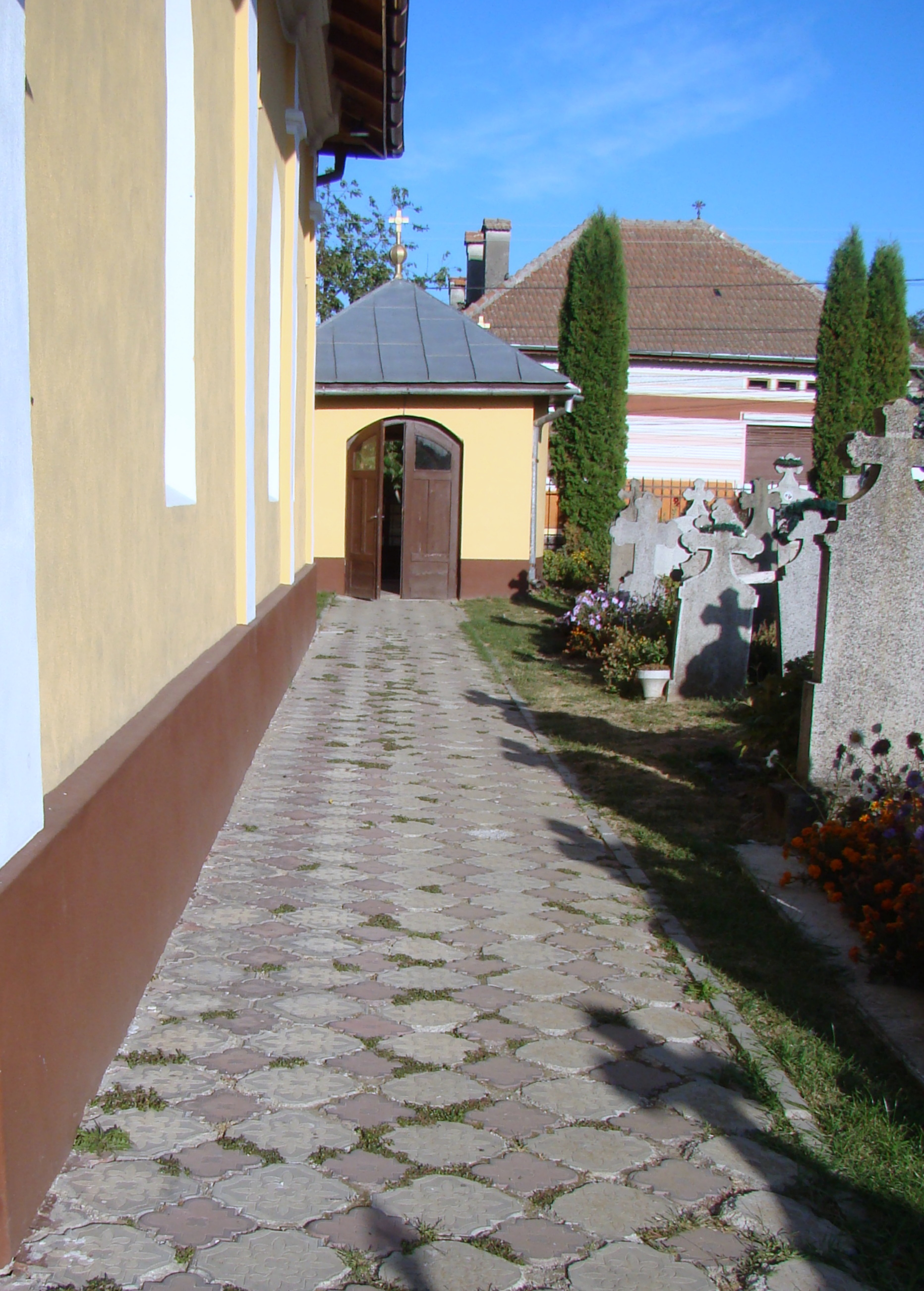
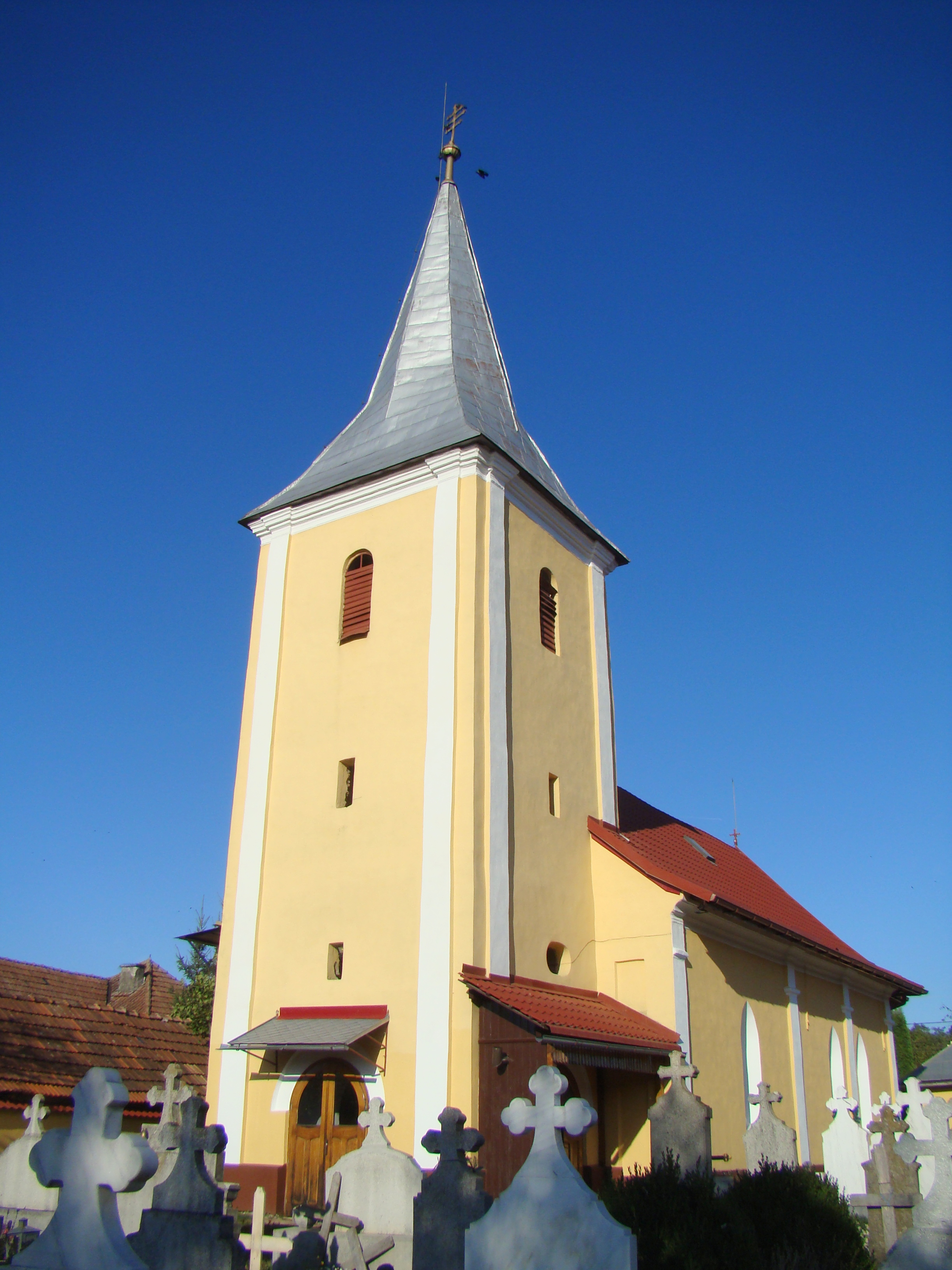
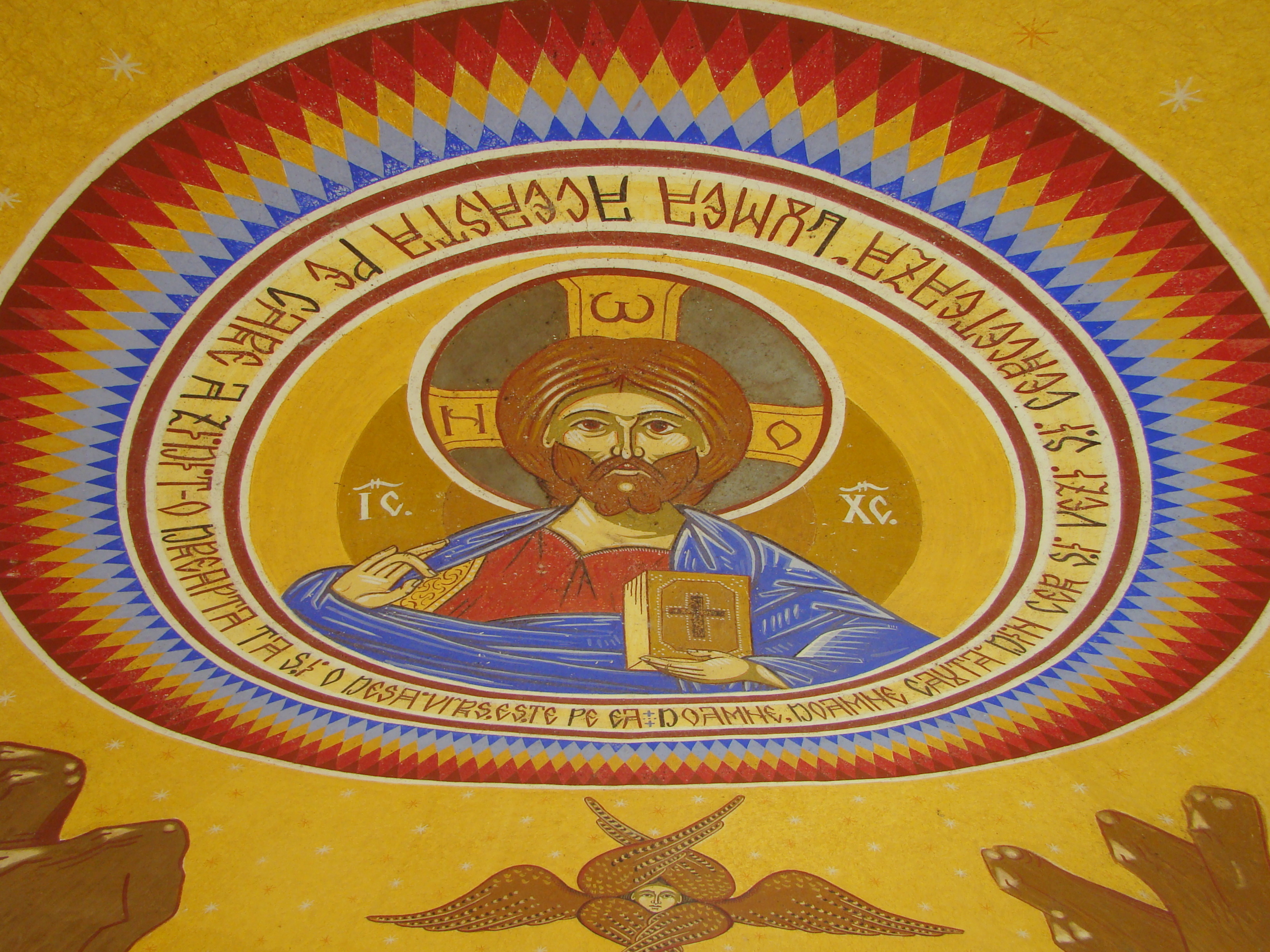
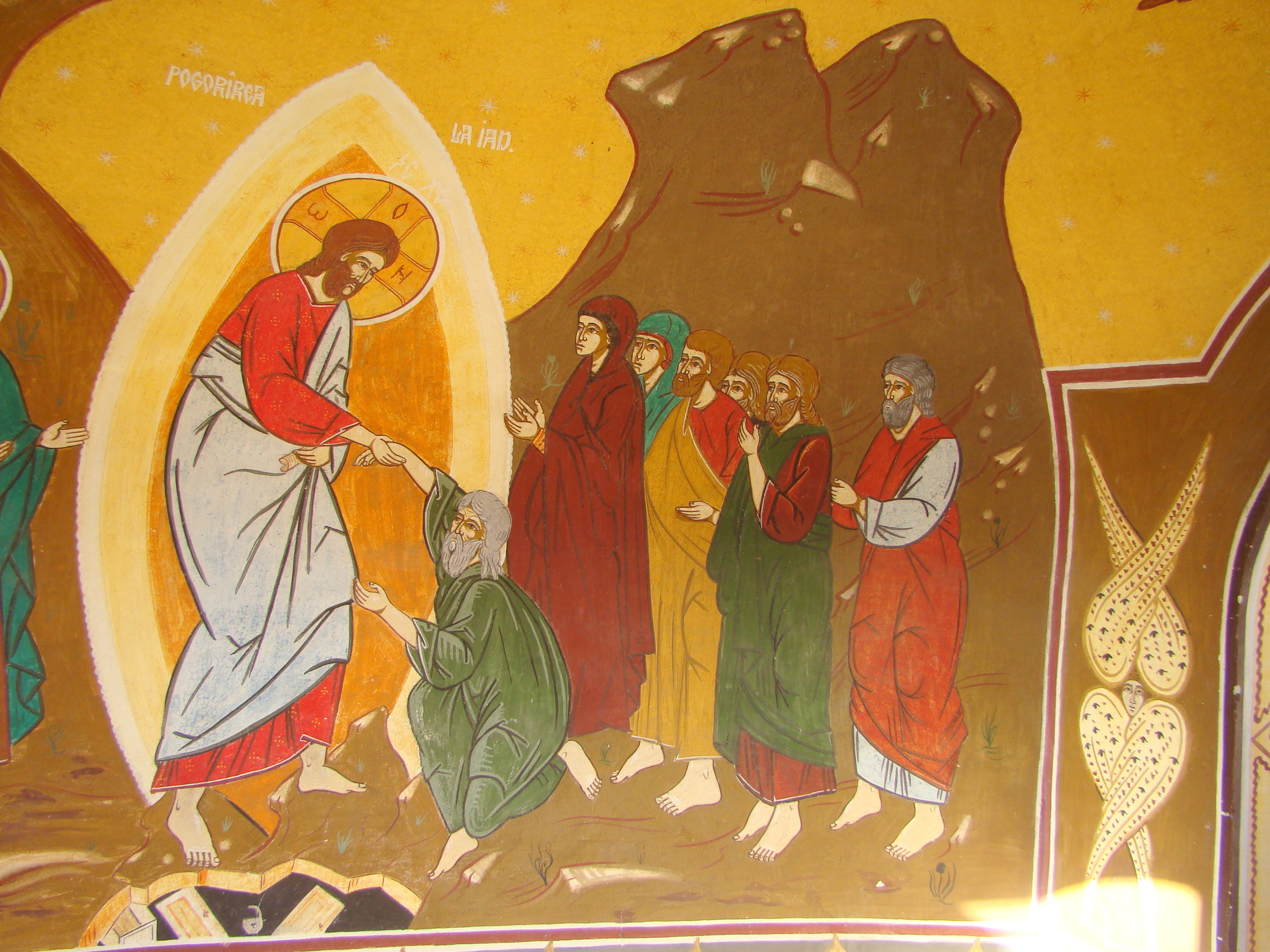
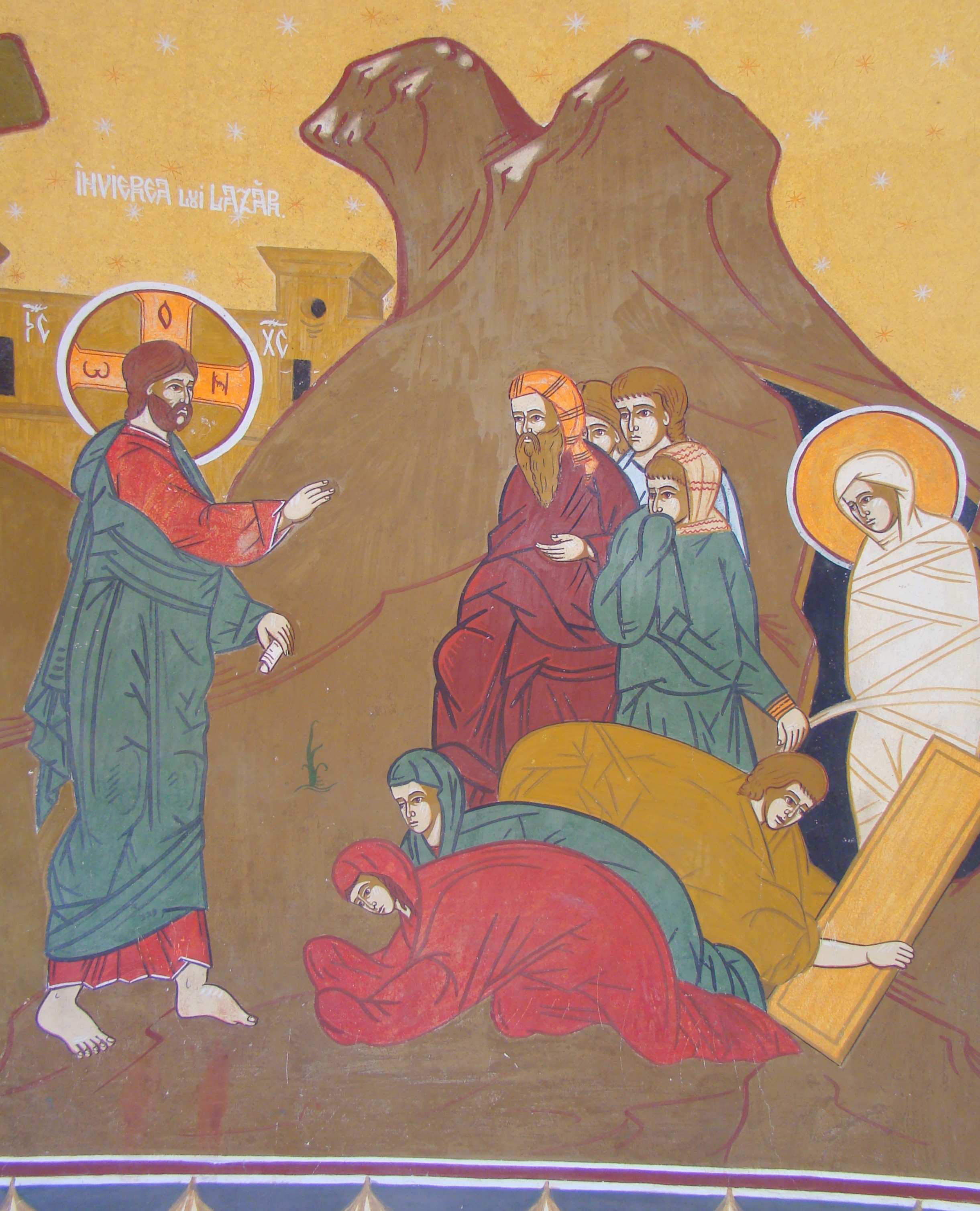
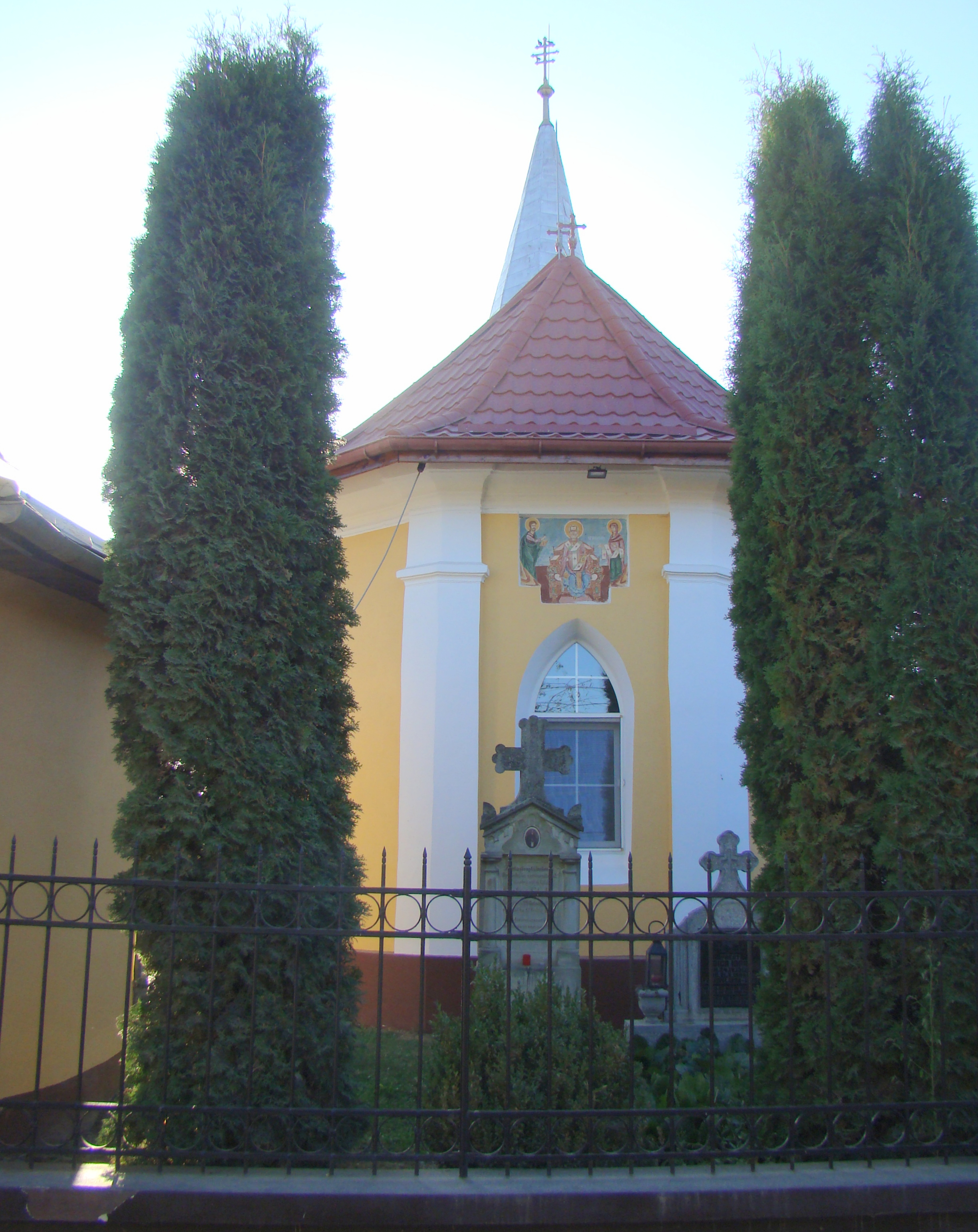
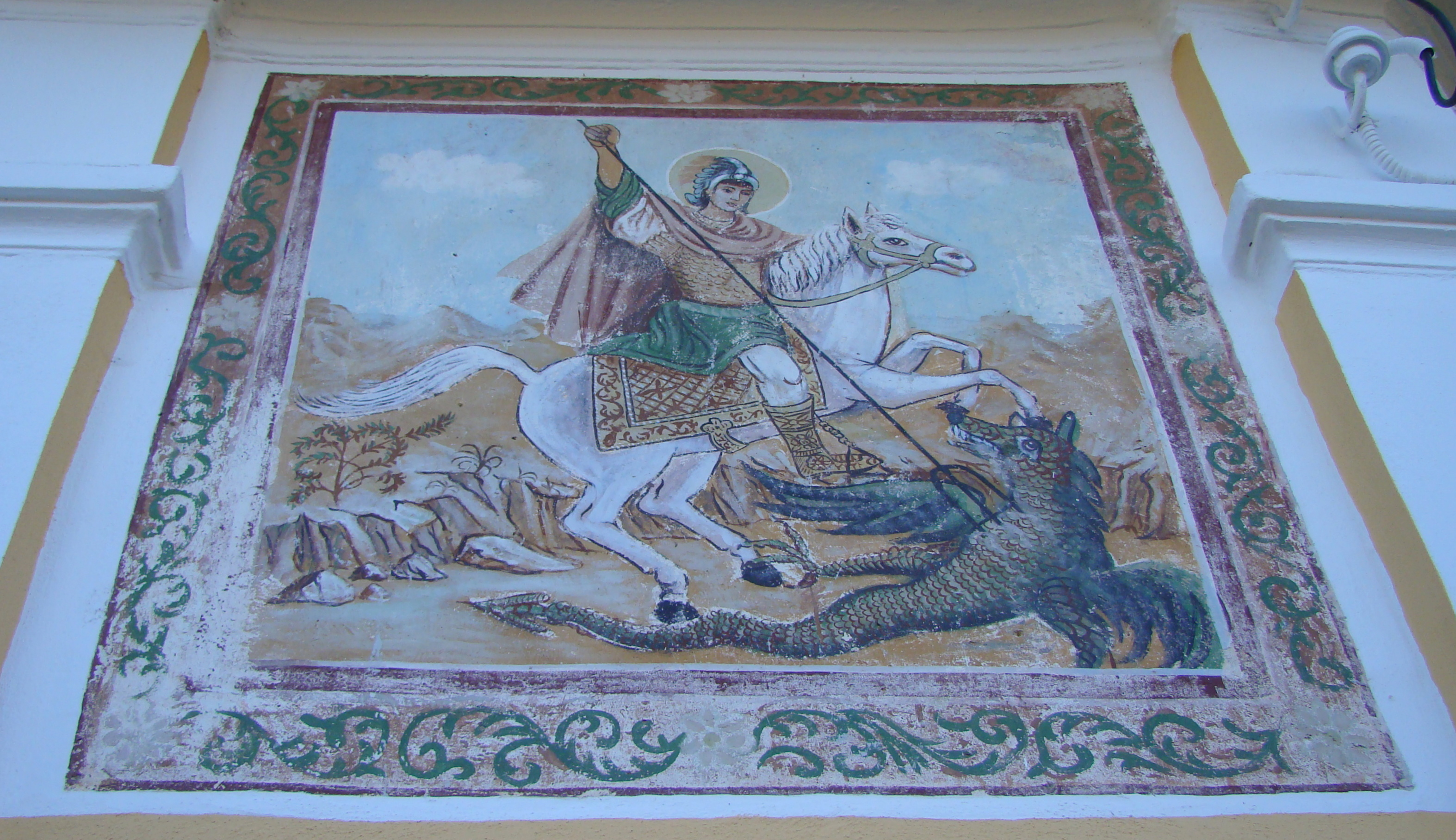
Sfântul Mare Mucenic Gheorghe